# Алкохолизам
Алкохолизам је једна од најраспрострањенијих болести зависности, односно токсикоманија.
По правилу, алкохолизам је психогеног порекла, али уз значајан утицај ситуационих фактора, због чега је раније био сматран пороком а не болешћу. Испољава се као губитак способности уздржавања од прекомерне употребе алкохола, што доводи до зависности, нарушавања психичког и физичког здравља и социјалних односа. По распрострањености и штетним последицама по здравље, алкохолизам је одмах после болести кардиоваскуларног система и малигних обољења. Због наведених разлога у већини земаља је обухваћен здравственим осигурањем као болест зависности. Чешћи је код мушкараца, али га и жене све више индикују. Светска здравствена организација процењује да је 2010 године широм света било је 208 милиона људи који су развили болест алкохолизма, што представља 4,1% становништва старијег од 15 година. Лечење може бити физиолошко (лековима попут антабуса), психолошко (терапијом и рехабилитацијом) и/или социјално групном терапијом. Породична терапија, за коју се социјални радници могу обучити, најефикаснији је начин лечења. Пролонгирана конзумација алкохола и његове последице осећају, осим самих зависника и њихове породице и шира околина. Сматра се да у окружењу сваког алкохоличара пате и испаштају најмање још три особе (физички, психички, социјално, економски, морално итд.).

## Дефинисање алкохолизма
Алкохоманија подразумева скуп физиолошких, бехејвиоралних, и когнитивних феномена код којих конзумација алкохола, за особу добија већи значај у односу на стандардне обрасце понашања. Главна карактеристика алкохоманије је неодољива жеља за поновним конзумирањем алкохола. Године 1972, Светска здравствена организација дефинисала је алкохолизам као болест и према тој дефиницији: „Алкохолизам је болест, а алкохоличар је болесник код кога се због прекомерне и дуготрајне употребе алкохолних пића појављује психичка и физичка зависност, здравствени проблеми, породични и друштвени поремећаји“. Медицинска дефиниција Владимира Деспотовића овај појам дефинише на следећи начин: “Алкохолизам је хронична, прогресивна болест, рецидивантног карактера, коју карактерише жеља за пијењем алкохолних пића у циљу постизања задовољства. У развојној фази болести обавезно настају телесна и душевна оштећења, која су посредно или непосредно последице узимања алкохола. Прогресивна детериорација личности је главна карактеристика ове болести”. Данас можемо издвојити велики број дефиниција алкохолизма, али све више преовладава мишљење да се не може дати једна примењива дефиниција алкохолизма, јер је алкохолизам мултифакторијално условљен, мултидимензионални биолошко-психо-социјални поремећај који настаје као резултат бројних интеракција између индивидуалних фактора (биолошко-психолошких) и фактора средине (психолошких, социјалних, културних, економских и др.) које је често тешко идентификовати, односно утврдити начин и степен њихове партиципације у настанку алкохолне болести.

## Алкохол
Алкохол по свом молекулском саставу и примени припада грани органске хемије. У функционалном скупу садржи угљеник, кисеоник и водоник, што заједно чине хидроксилни скуп према коме су алкохоли препознатљиви, општа формула је R-OH. Алкохол штети организму и угрожава рад срца, желуца и других делова организма.

### Етанол
Од свих врста алкохола, у алкохолним пићима се налази етилни алкохол или етанол формуле CH3CH2OH. Течност снажног и специфичног мириса још позната као "спирит" или природни алкохол. Природно се добија процесом ферментације (алкохолно врење) из плодова воћа и житарица које садрже шећер, главни механизам су ензими квашчеве гљивица који служе као катализатор.
Пример сировина за добивање етанола и пића која настају:
- грожђе - шампањац, вино
- кромпир - вотка
- раж, јечам или кукуруз - виски
- шећерна трска - рум
- јечам, пшеница, хмељ - пиво
- агава - текила
- рижа - саке

## Фазе развоја алкохолизма
Дефинисани оквир према којем појединац постаје алкохоличар, је процес који заузима вишегодишњи временски период. Следеће фазе описују развојни ток алкохолизма којег карактерише спор и неприметни прелаз од нормалног пијења па све до стадиона хроничног алкохолизма. У зависности од литературе развој алкохолизма се може поделити на:
1. Фаза примарног контакта, траје до примарног контакта с алкохолом, која најчешће долази у средњој адолесценцији.
2. Фаза експериментисања, лица се повремено одају пићу, али умерено и с границом. Експериментише се и с алкохолом и са својим границама. Ово је углавном фаза на којој се већина људи задржава, јер се задовоље након извесног броја оваквих експеримената и многи не прелазе у следећу фазу.
3. Фаза интегрисаног пијења, алкохол је уклопљен у стил живота. У тежњи да буде прихваћен и у својој жељи за пићем неосуђиван, од стране средине, особа бира себи слично друштво, особа почиње редовно да одлази у кафане, или различита места где је конзумација алкохола уобичајена појава како би пио с друштвом. Ипак, у овој фази, особа је и даље способна да нормално извршава своје обавезе и да социјално функционише. Неки се на овоме задрже.
4. Фаза ексцесног пијења, таква особа често и много пије. Од рано ујутру кад устану, па за време када је на послу, у кући и сл.. Не бирају се ни место, ни време, а и не води се рачуна о количини унетог алкохола. У овом случају је зависност очигледна и недвосмислено нарушава социјалне односе, квалитет живота и нормално функционисање индивидуе.
5. Фаза малигног алкохолизама, коју карактерише прикључење алкохола у човеков начин живота. Индивидуа здравствено, друштвено, психички и физички пропада, губи посао и породицу и људи почињу да га презиру. Таква особа не може да живи без алкохола, зависност прераста у опсесију, а целокупни квалитет живота се деградира.[5]

Развој алкохолизма се може представити још на следећи начин:
1. Претоксикоманска фаза за које је карактеристично да се толеранција, односно повећана подношљивост алкохола повећава, уз пратећу психичку зависност, где све полази од нередовног и повременог узимања алкохолних пића, које полако али сигурно прелази у редовније конзумирање, уз све већу везаност за чашу и уз све мању могућност и снагу духа да на животне проблеме „излази“ трезан.
2. Токсикоманска фаза се јавља као неодољива потреба за уносом алкохолних пића, пратећу физичком зависношћу (губитак контроле и немогућство заустављања и престанка конзумације феномен прве чаше - неодољива жеља за пијењем која се наставља до потпуног пијанства). Једном изгубљена контрола уноса алкохола, остаје иреверзибилна. Карактеришу је „прекид филма“ или алкохолна амнезија, која се односи на потпуно или делимично не сећање за период пијанства. Немогућност апстиненције у виду свакодневних напијања и пад толеранције на унос алкохола, што уједно и карактерише последњи, вишегодишњи стадијум алкохолизма, где сада особу и најмање количине алкохола обарају и утичу на квалитет свести.[6]

## Алкохолна интоксикација
Алкохолна интоксикација је акутно тровање алкохолом које настаје услед конзумирања већих количина алкохолних пића. У акутној алкохолној интоксикацији појављују се различити психички и соматски симптоми који то стање уврштавају и међу психичке поремећаје, мада је оно реверзибилно и релативно краткотрајно. Тежина клиничке слике интоксикације зависи од количине алкохола у крви и може ићи од лагане, која се једва примећује, све до смрти, због акутног тровања алкохолом.

## Алкохоличар
Алкохоличар је особа која због дуготрајне неконтролисане, прекомерне употребе алкохола има здравствене и социјалне тешкоће. Поменути поремећаји се односе на: Телесна оштећења (желудац, јетра, периферни живци и др.), емоционалне поремећаје (страх, психичка лабилност, немир, напетост и сл.), породичне тешкоће (поремећај породичних односа), професионални проблеми, (смањена могућност адекватног функционисања на послу, у квалитативном и квантитативном смислу, као и поремећаји са колегама и сл.) и општи социјални поремећаји који се испољавају у виду опште изолованости и у занемаривању основних друштвених обавеза.
Хронични алкохоличар је особа која прекомерно конзумира алкохол, а њена зависност је толика да показује душевне поремећаје у виду губитака контроле, амнезије, делиријум тременс или такве манифестације које указују на оштећење физичког и психичког здравља и однос с другим људима и социјалне и економске проблеме.
Могу се разликовати следеће типова алкохоличара:
- Особа која је зависник из психичких разлога, узима више алкохола него што је уобичајено у његовој средини, али никада не губи контролу, може да престане кад то и пожели.
- Особа која прекомерно конзумира алкохолна пића и то се одражава на телесних оштећења (јетра, периферни нервни систем), али није ни физички, нити психички зависан, и може престати да конзумира алкохол снагом сопствене воље.
- алкохоличар који је физички зависан од алкохола и има тешкоће при самосталном прекидању адикције. Међутим, у ову групу спадају људи који могу да апстинирају и не узимају алкохол у временском периоду до неколико недеља.
- Особа, алкохоличар која је психички и физички зависна, њу прате низ органских поремећаја, уз немогућност самосталног престанка конзумирања алкохола.
- Дипсомански тип, карактерише га физичка и психичка завист, али с епизодама непијења. Овај вид алкохолизма може бити један од облика самоубиства. У ову групу спадају људи који често и лако губе контролу под дејством алкохолних пића.
- Алкохоличар кога и најмање количине алкохола доведу до стања помућења свести, односно промењеног психичког функционисања услед поремећаја квалитета свести.[8]

## Заједничке карактеристике алкохоличара
Вођени нагоном за пићем, код различитих алкохоличара се могу уочити заједничке карактеристике, црте, обележја и промене карактера и личности које настају услед пролонгиране злоупотребе алкохола. Те промене у личности које обухватно називамо симптомима алкохолизма, су незаобилазни пратиоци периода алкохолне зависности и треба да буду предмет третмана у циљу корекције алкохоличарског понашања. Симптоми алкохолизма могу да буду у виду неодговорност, лењост, незаинтересованост и неспособност за преузимање сопствене одговорности у оквиру породичних, пословних, друштвених и социјалних релација. На пример, у сопственој породици мушкарац, алкохоличар препушта све породичне послове својој жени (нега деце, породични живот и сл.), а исти тај човек је постављен на одговорној функцији у друштву. Незрео и нереалан приступ животу, ограничава способност алкохоличара да обезбеди нужне потребе за породичан живот. Осећај неадекватности, који се односи на важне области живота породице води ка искривљивању брачних и родитељских улога. То се најчешће види у неспособности алкохоличара да одржава нормалне сексуалне односе, да се игра и ради са децом, да одржава функционалне односе са својом околином. Недостатак самодисциплине се види у неуравнотеженом, несталном, импулсивном и недоследном ставу према члановима своје породице. Преокупација собом, својим потребама и егоцентричност, отежавају и онемогућавају алкохоличару да прихвати нормалне потребе својих укућана и особа у свом окружењу уопште, стога произилази неадекватност у реаговању с тешкоћама као што су болест у кући, повреда деце, лични проблеми колега на послу и сл. Негативан став према ауторитетима спречава алкохоличара да напредује у послу и уопште да га задржи, а са друге стране такође ограничава његову способност да прихвати здрав ауторитет и улогу „главе породице“. Површни односи с особама отежавају и онемогућавају таквој особи да искаже афективност, да пренесе љубав, подршку и осећања која су потребна за развој породичног живота. Ограничење интересовања алкохоличара прете да се пренесу и на његову породицу у виду изолације од свакодневних и нормалних активности. Алкохоличар је често страствени гледалац телевизијских програма, јер то не захтева никакав напор, а истовремено се љути због нормалних интересовања својих укућана.
Симптоми алкохолизма утичу на човека и његов живот узимајући свој „данак“, а сам престанак конзумације алкохола их не отклања сам од себе. Стога је логично да терапија алкохолизма подразумева утицање и мењање постојећих негативних образаца понашања.

## Историја алкохолних пића и алкохолизма
Алкохолизам се јавља као стари проблем човечанства и један од најтежих проблема савремене медицине.
Алкохол се први пут на земљи јавља пре 1,5 билиона година, када су бактерије конзумирајући ћелије биљака произвеле ову супстанцу. Људи су почели да конзумирају алкохол најмање пре 7000 година, на шта нам указују остаци грнчарије из овог периода, у чијим порама су археолози пронашли остатке пива и вина. Сточарска племена у Азији су правили алкохолни напитак од кобиљег млека које је одлагано да преври. Грци и Римљани су правили медовину, а такође су имали и свог бога вина, Бахус код Римљана и Дионис ког Грка. Стари народи су веровали да су алкохолна пића производи од стране богова или од њих дата, те им могу помоћи у борби против непознатих сила, разних недаћа и болести. У Африци и Индији, од давнина, вино се правило од палме. У старим писаним документима, могу се наћи записи о конзумацији вина, пива, и других пића, као и ферментација млека и меда. 3000. године п. н. е. су пронађени документи у Месопотамији (данашњем Ирану) који указују на конзумацију алкохолних напитка у том периоду. 2700—1200. п. н. е. у Египћани су конзумирали пиво, али је Фараонима била забрањена употреба овог и осталих алкохолних пића. Најранији познати писани закон о алкохолу је Хамурабијев законик из Вавилона, 2000. године п. н. е, где се још постојала регулисана, уз одговарајуће стандарде, продаја вина и пива, са заштитом потрошача и регулисаном одговорношћу оних који продају алкохол. Постоје и рани писани документи, који садрже комерцијалне поруке о алкохолним пићима, која упозоравају младе особе да не претерају у конзумацији оваквих напитака као и низ забрана у вези употребе алкохола. У Кини археолошка истраживања указују да су вино и пиво били употребљавани у религијске сврхе. Једини делови света у којима се алкохол није интензивно употребљавао су Северна Америка и Океанија, који нису имали алкохолна пића све до доласка европских колонизатора. 1000. п. н. е. спартанским пијанцима су одстрањиване ноге, према наредби краља. Римска држава је својим законима забрањивала конзумацију алкохолних пића особама млађим од 30 година, јер се сматрало да су те године најважније за стварање породице и потпуно физичко и интелектуално сазревање. Они су алкохоличаре сматрали болесним људима. Проблем прекомерног пијења алкохола познат је још у средњем веку, па да би се он сузбио и тада су морали постојати закони за дела учињена у стању пијанства.
Јужни Словени су знали за пиво још у својој прапостојбини, док вино, упознали тек доласком на Балкан. Код Срба писани траг о алкохолним пићима се детектује у једном писму краља Владислава у 13. веку и односи се на правно регулисање обавезног предавања хмеља потребног за производњу пива. Осим пива и вина била је раширена и производња медовине. Пораз српске војске у Маричкој бици 1371. године је приписана опијању српских војника, ноћ уочи битке. Са доласком Турака, започиње производња ракије код Срба. У наредних неколико векова Србија је постала земља са највећим бројем стабала шљива, а производња шљивовице непрестано је расла. Кажњавању алкохоличара је био посвећен један члан у Душановом законику.
Све до 8. века, када су арапски лекари открили дестилацију и добивени дестилат назвали ал-кохол алкохолна пића добијала су се природном ферментацијом, врењем млека, воћа и појединих житарица. Чист алкохол је произведен 600 година касније, када је бенедиктанац Базилус Валентинус 1400. године дестилацијом добио чист алкохол и назвао га спиритус вини, и касније добио широку примену у медицини. Треба још споменути и то да историја бележи многе случајеве битака добијених захваљујући томе што је противничка војска била под утицајем алкохола. Док у историји поморства употреба алкохола заузима посебно место, за то је било више разлога.Тако нпр. због устајале и нездраве воде, која се чувала у дрвеним бачвама, целе посаде су страдавале од заразних болести, те су зато пили жестока пића да би спречили заразе или ублажили сметње. Пило се и због временских непогда, иако је то изазивао супротан ефекат. Такође се мислило да алкохол лечи или спречава болест под именом скорбут (недостатак витамина Ц ) и неке друге болести.
Из Русије се током 1500. године, технологија дестиловања раширила Европом, и јефтина вотка и џин су почели да се производе масовно. Проблеми изазвани алкохолом су током урбанизације и индустријализације нарасли до огромних размера, због чега су државе биле приморане да уведу разне забране и таксе. Овакво стање ствари у првој половини 19. века у многим земљама довело до прохибиције, што узрокује пораст илегалне производње алкохола, лошег квалитета, као и развитка организованог криминала. Индустријском производњом алкохолизам се нарочито проширио у рударским срединама и будућим индустријским центрима, због чега се крајем 19.-ог и почетком 20. века почињу формирати трезвењачка друштва. Данас, већина земаља има активну политику према алкохолу, трудећи се да минимизирају учинак алкохола лимитирајући конзумацију са правилима, таксама, третманом и превенцијом.
Магнус Хус је у 19. веку направио концепт алкохолизма као болест и, када је први пут једно болесно стање назвао „алкохолисмус“. Десета ревизија Међународне класификације болести и сродних здравствених проблема (МКБ-10) сврстава алкохолизам у поглавље „МКБ-10Ф: Ментални поремећаји и поремећаји понашања узроковани употребом психоактивних супстанци (Ф10-Ф19)“. Последица пијења алкохола очитава се у многим гранама медицине попут интерне, трауматологије, неурологије, хирургије, психијатрије. Око 30 — 40% интернистичких болесника лечи се због алкохолизма, а 30% психијатријских хоспитализација односи се на алкохоличаре.
Алкохолизам обично почиње друштвеним пијењем. Кроз историју до данас обликовао се менталитет у којем је пијење алкохола нешто сасвим нормално, штавише људско је друштво изградило низ обичаја и навика везаних за конзумацију алкохола, те се алкохолизам дубоко укоренио у стварност као обичајна појава. Човек тако не види последице и стварну слику коју алкохолизам оставља за собом. Кажемо да алкохолизам није болест појединца, већ болест породице и болест друштва.
Данас постоје два занимљива владајућа става о алкохолизму. Један је либералан према пијењу, пијанству и алкохолизму, а други осуђује алкохолизам и промовише такозвано „страшно пијење“ и „друштвено прихватљиво пијење“, што опет с друге стране доказује укорењени менталитет да је пијење „друштвено прихватљиво“ али ипак у „границама нормале“.

## Узроци настанка зависности
Чиниоци, који учествују у стварању алкохолне зависности можемо поделити на:
1. Човек. Сваки човек је аутор свог живота. Карактер се самостално гради, па отуда и човекова судбина је последица његових одлука и избора. Избор истовремено подразумева и одговорност. Човек је одговоран за свој живот и своја дела, као и за изостанак самог деловања. Правећи изборе и промене у свом животу, он ствара своју судбину, свој живот и своје тешкоће. Свака промена се своди на питање избора и питање одговорности. Док је одговорност једна, слобода је друга страна медаље. Особине личности и психичке слабости, могу створити „склоност“ према алкохолу. Такве особе утеху и решење за своје проблеме налазе у алкохолу, који им за узврат пружа лажну сигурност, даје снагу и тренутно олакшање. Зато је алкохол назван детектором људске слабости.
2. Човеково окружење. Наравно да средина у којој човек живи има утицај на саму индивидуу. То се у датом контексту може свести на разне обичаје, навике и негативна схватања, које су заступљена у појединим друштвима, религијама, етничким заједницама, географским регијама и сл, а која подстичу конзумацију алкохола. Затим не треба заборавити породичне склоности и „критичне професије“, које могу бити келнери, радници у фабрикама, возачи, молери, рудари исл.
3. Алкохол. Сам алкохол са својим карактеристикама, које имају утицај на психичку страну човека, се сматра трећим чиниоцем „троугла“ узрочности.[6][10]

Постоје три групе теорија које, из различитих углова, објашњавају узроке алкохолизма:
1. биолошке;
2. психолошке;
3. социјалне.
4. Теоретичари из угла биолошког приступа истичу да је узрок алкохолизма у неком биолошком чиниоцу. Издвајамо три теорије и то генетске, неуротрансмитерске и метаболичке теорије. Досадашња истраживањима указују да 52% алкохоличара има бар једног родитеља алкохоличара. У случају да је један од родитеља алкохоличар 20% — 30% деце такође показује симптоме алкохолизма. Када је у питању трансмисија алкохолизма у односу на пол особе, примећена је много већа учесталост код мушкараца у односу на жене. По метаболичким тумачењима алкохолизам је последица грешке метаболизма. Док неуротрансмитерске теорије указују на постојање неке грешке у неуротрансмисији супстанци које су битне за преношење нервног импулса.[8]
5. Психоанализа доводи у везу несвесне конфликте у раном детињству, као и оралне фиксације личности са настанком алкохолизма.[11] Бихевиористи говоре о алкохолизму као наученој форми понашања, где репетиција напијања има циљ растерећења напетости. Трансакционисти посматрају алкохолизам као међусобни однос алкохоличара и особа из њене околине као један облик друштвене игре у којој свако има неку добит.

3. Социјалне теорије указују на значај социјалне средине, значај традиције, обичаја и правила датог друштва, као и динамике у еколошким системима индивидуе. Могући узрок алкохолизма који се везује за промене попут сиромаштва, миграција становништва, наглог индустријског развоја, и сличних већих могућих социо-културних стресова. Социјалне теорије, заправо, сматрају да се растерећење нагомиланог незадовољства социјалног порекла тражи управо у алкохолу. Пијењем алкохоличар успева да успоставља контакт с другом особом и умањи (бар на кратко) стање стреса, проузрокованим психосоцијалним факторима. Према узрочним факторима алкохолизам се дели на примарни и секундарни. Код примарног алкохолизма значајнији етиолошки чинилац је један или више социјалних узрока, док се значај структуре личности у овом случају умањује као етиолошки чинилац. У секундарном облику алкохолизма, који обухвата већи број алкохоличара, сматра се да поред пијења најзначајнији етиолошки фактор је управо структура личности (неуротична, психотична, психопатска девијација и сл), а значај социјалних чиниоца се ставља у други план. Може се говорити и о комбинованој форми алкохолизма, комбинације раније наведених форми, где индивидуа под утицајем средине рано долази у контакт са алкохолом, па тако на почетку пије умерено, али се убрзо овај тренд прогресивно погоршава, када особа већ постаје зависна од алкохола.

## Штетне последице
Алкохол делује штетно на цели организам, а његово дуготрајно конзумирање оштећује јетру, бубреге и мозак. Обично се прави разлика између алкохолофилије - потребе за узимањем алкохола и алкохоломаније коју битно одређује таква зависност која, у случају престанка узимања пића изазива апстиненцијалну кризу. С тим у вези је и подела алкохоличарске „каријере“ на раздобље акутног и хроничног пијанства или како се још наводи: „пијанац - проблем“ (који са алкохолом има проблеме) и „тежак пијанац“ (Рејнстрик и Дејвидсон, 1985).
Алкохолизам је један од значајних проблема данашњице. Због великог броја смрти чији је узрок алкохол, односно зависност од њега, посредан или непосредан,Међународни савет за алкохол и болести зависности (ICAA) из Женеве и Светска здравствена организација (WHO) предузимају низ активности с циљем да се потрошња алкохола смањи.

### Соматска оштећења изазвана алкохолом
Штетни утицаји пролонгиране конзумације алкохола на човеков организам су вишеструки. Немогућност јетре да преради велике количине алкохола у организму, продукује оштећење свих органа и целокупног организма. Алкохол директно делује деструктивно на све ћелије и ткива у човековом организму, а индиректно изазива поремећаје метаболизма угљених хидрата, липида, смањује синтезу протеина, смањује синтезу витамина и минерала, посебно витамина из групе Б. На моторном плану се запажа подрхтавање целог тела, посебно прстију на рукама, целокупно слабљење координације мишићних активности, нејасан говор, несигурно стајање, непрецизни покрети и сл. Што се тиче поремећаја органа, могуће је оштећење јетре (цироза), може се јавити улкусна болест (чир, који ако се конзумација не обустви може пробити, или се може јавити тумор). Такође постоји опасност од масне инфилтрације срца (алкохолна миокардиопатија), полинеуропатије, фиброзе миокарда, оштећења бубрега, коже, ретине ока, запаљење гуштераче, шећерна болест, повишени крвни притисак, стварање епилептоидног жаришта, проширење можданих комора као и дифузне кортикалне атрофије. Запажа се запаљење нервног стабла (алкохолни полинеуритис), затим утицај алкохола на репродуктивне функције може бити у виду импотенције, атрофије тестиса, гинекомастије и губитака сексуалног интереса. Алкохол делује тако што смањује синтезу тестостерона, а повећава синтезу естрогена у организму. Код жена резултује изостанком овулације, поремећајем фазе лутеинизације и аменорејом. Код жена изазива изостанак овулације, поремећај фазе лутеинизације и аменорејом. Алкохолни синдром код фетуса представља посебан ефект етанола у вези са репродуктивним функцијама. Њега карактеришу пренатална и постнатална ретардација раста, микроцефалија, моторна дисфункција и ментална ретардација. Узимање великих количина алкохола, посебно у прва три месеца трудноће доводи до најтежих малформација и развијања комплетног синдрома.

### Психичке последице
Психичке последице изазване пролонгираном употребом алкохола се обично деле у три групе:
1. Поремећаји психичких функција;
2. Поремећаји личности и карактера;
3. Психотичне манифестације.

#### Поремећаји психичких функција
Доживљај унутрашњег света онаквог каквим га познајемо је омогућен нормалним функционисањем психичких функција. Свест је основна психичка функција у оквиру које се остварују и остале функције, које су све скупа међусобно повезане и интерактивне. У зависности од количине унетог алкохола и осетљивости организма на њега, зависиће и обим и квалитет погођености психичких функција. Тако у случају блажег пијанства могу се запазити поремећаји мишљења у виду успореног мисаоног садржаја и умањеног интелектуалног функционисања, успореног схватања и памћења, поремећај емоционалних стања у виду раздражљивости, сугестибилности, који се удружују с наглашеним нагонима за живљењем, јелом, пићем, сексуалним нагоном и тд. Најдраматичнија промена квалитета функционисања личности се може запазити у случајевима патолошке интоксикације која је праћена сумрачним стањима, потпуном дезоријентацијом, погођености емоција које карактеришу страх и угроженост, које су условљене поремећајем опажања у виду илузија и халуцинација, које неретко прати и агресивно понашање у виду хомоцида или суицида. Овакво стање може трајати од неколико минута до неколико дана, а завршава се терминалним сном од неколико часова. По буђењу, запажа се поремећај памћења у виду делимичне или потпуне амнезије.

#### Поремећаји личности и карактера
Поремећаји личности и карактера се односе на алкохоличарско понашање. Понашање алкохоличара које је најчешће неусклађено са својом околином, условљено је дејством алкохола који као да „раствара“ контролне механизме алкохоличара, те и осујећује контролу многих поступака.
Код алкохоличара који увиђа да доста пије, јавља се осећај кривице, који утиче да даља конзумација пролази „испод радара“, односно, алкохоличар тада почиње да крије своја пића, и наставља да пије у тајности. Алкохоличар почиње да умањује штетност алкохола и његове конзумације и негира сваку повезаност између алкохола и животних проблема на које наилази. Такође је кривац за саму конзумацију увек на „другој страни“, а негативна емоционална обојеност у виду осећања кривице, гриже савести, страх од последица алкохолизма, конфликтне ситуације у породици и на радном месту, агресивно понашање и сл, све то сада постаје „повод“ за даљу употребу алкохола. Таква особа себе жали, а друге оптужује за своје неуспехе. Развија се цео дефанзивни систем одбрана, који брани себе и своје поступке.
Алкохоличарско понашање је најупадљивије у својој породици, која највише трпи. Алкохоличар занемарује своје обавезе и задужења, постаје незаинтересован за своју децу и сл. Такво компромитујуће понашање се проширује даље и на пословну и социјалну сферу. Односно целокупно деловање алкохоличара је усмерено и предодређено алкохолу. У фази потпуне зависности, запажа се крајња себичност и егоизам, неосетљивост за туђе потребе и егоцентричност. Лаж, у овом тренутку постаје редовна појава. Неретки су и случајеви појаве асоцијалног и антисоцијалног понашања, који у виду прекршаја, сада отварају сусрете са судијама за прекршаје, па и са редовним судом. Све наведене карактеристике постају наглашеније у токсикоманској фази, када је цела личност подређена и усмерена на алкохол. Да би се овакве промене у понашању обуздале, и личност нормализовала, потребно је увести редовно лечење, уз наравно апстиненцију.

#### Психотичне манифестације
Психотичне манифестације могу бити:

##### Алкохолна кома
Приликом акутне алкохолне интоксикације, може наступити прекид континуираности свести. Њу условљавају велике количине алкохола у крви, преко 4% промила грама. Међутим то не мора бити увек случај, с обзиром да се индивидуална осетљивост на алкохол разликује, па су према томе различите и концентрације алкохола у крви које изазивају овакво стање.

##### Алкохоличка епилепсија
Алкохолна епилепсија се карактерише грчењем једног дела или целог тела уз губитак или поремећај свести. Почетак напада може да се предосети, што је важно да би се избегла повреде при паду, који настаје услед губитка свести. Алкохол је окидач за напад у условима када је стање мозга гранично компензовано (праг надражљивости нервних ћелија је низак). Напад може да крене криком услед грча грлених мишића, што прати грчење свих мишића у телу, боја лица постаје плавичаста, поглед је укочен, прсти шаха су стиснути у песницу, а ову фазу смењује фаза наизменичног грчења свих мишића тела и опуштања, уз пену на устима, уз могућност уједања језика. При крају напада долази због умокравања, због попуштања контроле мишића бешике. Када је епилептична болест већ била присутна, алкохол не само да провоцира напад, већ може и да доведе до епилептичног сумрачног стања, због чега је услед сужења свести пацијент опасан за околину (услед застрашујућих халуцинација, од којих се „брани") и за самог себе.
Ради сузбијања овако настале епилепсије трајно, потребна је и довољна само апстиненција, без неких додатних лекова. Међутим услед својства алкохола да оштећује мозак, може се и десити настанак праве епилепсије, која и поред апстиненције мора да се лечи трајним узимањем антиепилептичних лекова.

##### Делиријум тременс
Делиријум тременс је најтежа компликација алкохолизма, настаје после вишегодишње интензивне конзумације алкохола. Чешће се јавља код људи који пију жестока пића, после 6—10 година токсикоманског стажа. Делиријум тременс је привремено душевно обољење, које настаје наглим престанком конзумације алкохола. Неколико дана раније могу се јавити неодређени симптоми који стручњацима указују да може доћи до промене. Особа се осећа малаксало, слабо, појачано се зноји, прате је повишени крвни притисак, психичка напетост, нерасположена, уз несаницу. Тада се говори о пределирантном стању. Делириум тременс може настати и без пределирантних сметњи. Болест може да крене знацима који се јављају предвече или ноћу, као што су благо помућење свести, са несналажењем болесника у датој ситуацији са манифестацијама страха, немира, болесник не може да заспи, уз несаницу или кошмарних снова, прате га јако знојење, грчеви у мишићима и интензивно дрхтање руку и целог тела итд. Поремећаји свести се продубљују, с пратећом дезоријентацијом (не препознају време, место, ни људе око себе), сугестибилни су (читају текст са празног папира када се то од њих затражи). Јављају се и илузије и халуцинације које могу бити слушне и тактилне, садрже ситне животиње, инсекте, мишеви, змије, које болесника нападају, па се он покретима руку брани, склања их са себе, хвата и сл. Слушне халуцинације садрже разговор особа које жела да ми науде, или звуци марша и сл. Комбинација слушних и тактилних халуцинација, употпуњују стравичну слику коју болесник доживљава, уз све то он се зноји, има повишену температуру, знаке оштећења периферних нерава, јетре, уз могуће запаљење плућа, уз могуће нагло попуштање рада срца, што може резултовати смрћу. У повољнијем случају од 7—10 дана након настанка делиријума тременса, уз одговарајућу интензивну терапију, болесник запада у дубок сан, после којег се буду уз потпуну или делимичну амнезију.
Обољење најчешће траје неколико дана (може трајати од неколико сати до две недеље), за то време је неопходно болесника хоспитализовати, да би се пречило компликације и отказивање рада срца, бубрега или упале плућа. Поновно пропијање овог стања доводи до трајнијих и озбиљнијих оштећења мозга. Смртност изазвана овим стањем износи од 10—12%. Лечење делиријум тременса је врло сложен и одговоран посао, који захтева спровођење у добро опремљеним психијатријским установама, са добро обученим особљем.

##### Корсаковљева психоза
Корсаковљева психоза се развије после дугогодишње конзумације алкохола. Синдром је дефицита тиамина. Симптоми се састоје од комбинације неуролошких феномена, који се састоје од запаљења нерава – полинеуритис, болови у рукама и ногама, отежани ход. Од психичких симптома запажају се сметеност, дезоријентација, немир, затим проблеми повезани са памћењем – антероградна и ретроградна амнезија, и репродукцијом коју карактерише несвесно уметање измишљених података – конфабулација. Додавање измишљених података има за циљ прикривање свог менталног дефицита (немогућност сећања), па се на тај начин попуњавају празнине у сећању, односно то није лаж чији је мотив придобијање некаквог добра. С обзиром да се Корсаковљева психоза јавља после дугогодишње злоупотребе алкохола, као њен пратећи симптом се може јавити и алкохоличарска деменција.

##### Алкохоличка деменција
Алкохоличка деменција је врста деменције настала услед дуже злоупотребе алкохола. Могућа је као пратећи симптом корсаковљеве психозе. Оваква деменција настаје постепено, етиологогија је управо у дугогодишњој конзумацији алкохола, која је довела до промена у структури мождане коре, односно атрофији мозга. Запажају се Проблеми с памћењем и оријентацијом, болесник се губи у времену и простору, губи своје људско достојанство, особа постаје неувиђајна и некритична у понашању према укућанима и другим људима, све до потпуног одсуства сваке контроле. Карактер је такође измењен.
За разлику од осталих категорија деменција, ако се у свом почетном стадијуму, престане с даљом конзумацијом алкохола, могуће је поправка дефекта функционалности, све до повратка на ниво нормалног функционисања. Међутим ако то није случај, тј, у одмаклом стадијуму оваква деменција постаје иреверзибилна, односно идентична деменцијама које се развијају на другим основама.

##### Алкохолне халуциноза
Алкохолне халуциноза настаје тихо после вишегодишњег зависничког стажа од 3–4 године, код млађих особа уз иначе очувану свест, добру оријентацију, те сачувану личност. Поремећајем доминирају слушне халуцинације, које се на почетку јављају у виду елементарних звукова, који се касније уобличавају у речи и реченице, које су махом праћене страхом и непријатне за болесника. Понекад су и хомосексуалног садржаја. Битна карактеристика овог стања је да гласови перзистирају и после изласка из апстиненцијалног синдрома, када болесник и даље не пије. Дијагноза алкохолне халуцинозе се поставља ако стање траје краће од шест месеци. Дужи ток болести указивао би на схизофренију. Поремећај траје неколико сати, а ретко више од недељу дана.

##### Алкохолна љубомора
Код особа које су повезане осећањима, љубомора је нормална појава. Код алкохоличара она је по правилу појачана, болесна и патолошка, исказана у виду суманутих идеја љубоморе. У основи овог поремећаја је реално опадање сексуалне моћи алкохоличара, као последице дугогодишње конзумације алкохола и његов увид у сопствени недостатак (импотенција), као и претпоставка да његов партнер (супруга) тражи задовољење свог нагонског живота негде другде. У тим случајевима жена бива подвргнута најтежем малтретирању, увредама, сумњичењу за неверство, праћењу, контролисању рубља (тражење сперме) и сл. Болесник често настоји да од супруге изнуди признање, притом сумњајући и на чланове најуже породице. Понекад жена из очаја „признаје“ да га вара, само да би се агонија окончала, што може резултовати насилним понашањем, чак све до хомицида, под образложењем да се човечанство тако спасава неморалне особе. Поред примене мера безбедности, лечење је неопходно наставити у болничким установама, уз одржавање апстиненције и приликом изласка.

##### Алкохоличарска психоза
Алкохоличарска психоза је душевна болест настала услед хроничне и преобилне злоупотребе алкохола, која доводи до оштећења мозга. Ту се убрајају делиријум тременс, Корсаковљева психоза, алкохоличка епилепсија и сл.

## Алкохоличарски криминалитет
Транспарентна је веза алкохолизма и злочина. У „алкохоличарски криминалитет“ спадају: пре свега, кривична дела возача моторних возила који у саобраћају учествују под дејством алкохола, затим „вербална кривична дела“ попут увреда и клевета, разни облици телесних повреда, напада и вандалског понашања, ређе убиства и силовања. Заједничка црта ових дела је изражена агресивност њихових учинилаца, која је последица отклањања инхибиционих фактора помоћу алкохола. Алкохол делује на нервни систем депресорно, тако што умањује анксиозност, емоционалне реакције на бол, успорава време реаговања, оштећује расуђивање и координацију покрета и кретања. У већим дозама, унети алкохол може изазвати сан и теже квантитативне поремећаје свести, па чак и смрт. Алкохол у мањој количини блокира хумана својства душевног живота (интелектуална цензура, морално етичке норме). Критичност код особе се смањује, занемарују се ограничења која поставља живот у заједници. Преовладава уверење о високим личним вредностима, без поткрепљења. Код особа које већ имају неки облик поремећаја личности, већ слаба ограничења "супер ега" још више слабе и нестају, па отуда долази до конфронтације са окружењем. Алкохол је такође повезан са низом кривичних дела нечињења. Конфронтација је могућа и у случајевима алкохолних психоза, када се потреба форензичко психијатријског прегледа намеће. Измењено стање свести под утицајем алкохола не подразумева само стања неурачунљивости, тако да када је реч о обичном пијанству полази се од чињенице да је лице могло да предвиди дејство конзумиране супстанце на своју личност и понашање, али да је ипак такав ризик свесно прихватила. Отуда је извршилац кривичног дела и кривично одговорно јер је употребом алкохола, или неке друге психоактивне супстанце, себе довео у стање у којем није могао да схвати значај свог чињења, нити је био у стању да управља својим поступцима. Процена урачунљивости у том случају је непотребна.
У условима постепеног конзумирања алкохолних пића, клинички знаци пијанства се често не појављују и при већим количинама унетог алкохола. Исти ниво алкохолемије у фази конзумирања даје значајне знаке пијанства у односу на онај у периоду елиминације. Пуна процена клиничког исказа пијанства, поред увида у специфичност саме личности, захтева и знање бројних других података који се односе на начин пијења, његовог тока, врсте пића.
Принципи утврђивања алкохолемије у датом моменту се заснива на брзини метаболичке елиминације из организма. У пракси узорак крви који се узима на анализу, приликом процена алкохолемије, је узет често и по неколико сати након његовог уноса у организам и извршења кривичног дела, тако да се у тим случајевима средња вредност елиминације (0,13-0,15%0) се множи бројем протеклих сати од критичког момента.
Учесталост алкохоманије и њеног ефекта на личност и менталне функције одређују изузетно висок судско-психијатријски значај овог вида зависности. Вештачење степена пијанства се обавља увидом у степен алкохоманије у време извршења кривичног дела, уз сагледавање и узимање у обзир осталих утицаја и датих околности. Сагледавају се:
- Особине личности;
- Целокупна психофизичка констелација;
- Понашање особе под дејством алкохола у ранијим случајевима;
- Актуелна збивања и евентуалне провокације у тренутку чињења дела и сл. Познато је да исте количине алкохола имају другачије дејство на различите особе, као и да је њихово понашање индивидуално.

### Алкохолизам и кривично право
Код патолошког напитог стања, за дела учињена под дејством сумрачног стања, дезоријентације, страшних халуцинација, интензивног страха и сл, особа се сматра делимично или потпуно неурачунљивом, у зависности од случаја. Због осетљивости саме особе на алкохол, њој се изричито забрањује даља конзумација алкохола и преписује мера лечења, (која се тестовима проверава) у циљу превенције сличног испада. У поновљеном случају оптужени се проглашава кривично одговорним, за почињено кривично дело, јер је употребом алкохола себе довео у стање у којем није могао да схвати значај свога дела или управљања својим поступцима.